# Ofer Nimrodi

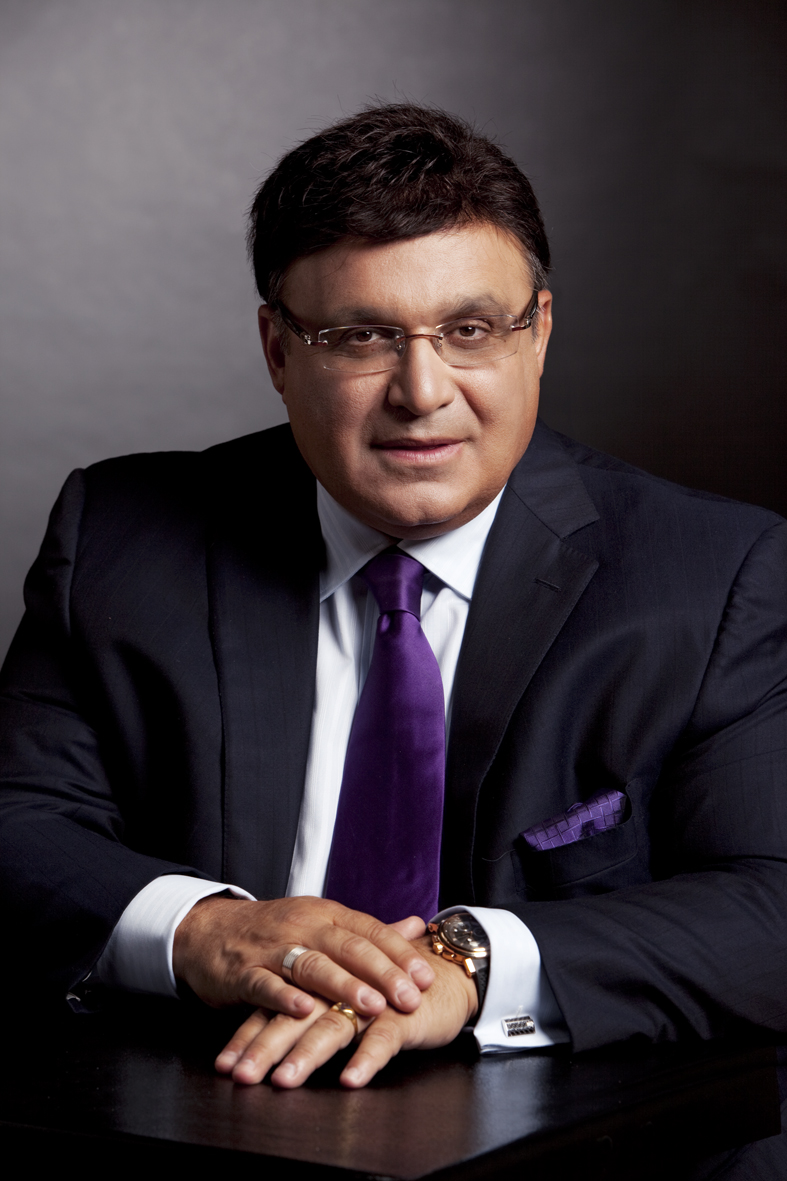
Ofer Nimrodi, 2009

Ofer Nimrodi (* 23. Mai 1957 im Iran) ist ein israelischer Jurist, Verleger und Unternehmer. Gemeinsam mit anderen Mitgliedern der Nimrodi-Familie dominiert er verschiedene Unternehmen im Medien- (vor allem die Tageszeitung Maariv, seit 1992) und im Immobilienbereich.

## Leben
Er saß, nachdem er eine Gefängnisstrafe von Oktober 1998 bis Februar 1999 wegen Abhörvergehens abgebüßt hatte, über ein Jahr in Untersuchungshaft, u. a. wegen Verdachtes von versuchten Auftragsmorden, Urkundenfälschung und Justizbehinderung. Er erhielt dann im Rahmen einer in Israel zulässigen Verständigung im Strafverfahren eine verhältnismäßig leichte Freiheitsstrafe, die durch die Untersuchungshaft zum großen Teil getilgt war.
Ofer Nimrodi ist verheiratet und Vater von sechs Kindern.